# Pyramis (Spiel)
Pyramis ist ein dreidimensionales abstraktes Strategiespiel für zwei Personen, das von Murray J. Gould und James R. Longacre entwickelt wurde und bei Abalone Games erschien. Es basiert auf dem Spielprinzip von Fünf in eine Reihe, wobei die Spieler versuchen, eine Sequenz von fünf Plättchen an eine Pyramide anzulegen und so zu gewinnen. 1991 wurde Pyramis in die Empfehlungsliste Mensa Select Games des Verbandes Mensa International aufgenommen.

## Hintergrund und Spielmaterial
Pyramis baut in seiner Spielweise auf der klassischen Spielmechanik Fünf in eine Reihe auf, wobei die Spieler versuchen, mit ihren Plättchen eine Sequenz von fünf zusammenhängenden Plättchen auf den Seitenflächen einer tetraedischen Pyramide abzulegen. Das Spielmaterial besteht aus einer drehbaren, dreidimensionalen grauen Pyramide sowie jeweils einem Set von je 42 weißen und schwarzen Plättchen. In die untere Reihe einer Pyramidenseite können jeweils sieben Plättchen platziert werden, sodass auf eine Seite je 28 Spielplättchen und auf die gesamte Pyramide 84 Spielplättchen abgelegt werden können.

## Spielablauf
Zur Spielvorbereitung wählt jeder Spieler eine Spielfarbe und bekommt jeweils ein Set Plättchen. Die drehbare Pyramide wird in der Tischmitte platziert. Beginnend mit dem schwarzen Startspieler legen die beiden Spieler nun abwechselnd je ein Plättchen an eine der drei Seiten der Pyramide an, wobei sie immer an der Basis beginnend zur Pyramidenspitze bauen müssen. Dabei besteht Zugzwang, man darf also nicht freiwillig aussetzen.
Die Spieler versuchen, durch das Platzieren der Plättchen eine zusammenhängende Sequenz von fünf Plättchen abzulegen. Dabei müssen exakt fünf Plättchen als Pentomino zusammenhängen – sind es mehr als fünf, wird das Spiel fortgesetzt. Das Spiel endet, wenn ein Spieler exakt 5 Plättchen in einer zusammenhängenden Fläche vorweisen kann, die auch um die Ecke der Pyramide geht. Dieser Spieler gewinnt das Spiel. Sollte die Pyramide voll gelegt sein, ohne dass ein Spieler fünf Plättchen miteinander verbunden ten, endet die Partie unentschieden.
Laut Uwe Petersen in der spielbox gibt es keine absolute Strategie, die zwangsläufig zu einem Sieg oder einem Remis führt. Einige Spielfiguren stellen allerdings Siegpositionen dar und führen zu einem Sieg einer Partei. So führt ein geschlossener Dreier auf der Grundlinie (zwei Steine auf der Basis und ein darauf liegender dritter Stein) oder auch die Vorposition von drei nebeneinander liegenden Basissteinen auf jeden Fall zu einem Sieg. Als erfolgreiche Strategie bezeichnet er den Aufbau mehrerer Viererkombinationen, um daraus eine Doppelbedrohung zu konstruieren.

## Ausgaben und Rezeption
Das Spiel Pyramis wurde von den Amerikanern Murray J. Gould und James R. Longacre entwickelt und erschien 1991 bei dem amerikanischen Spieleverlag Abalone Games. Im Jahr 1991 wurde das Spiel in die Empfehlungsliste Mensa Select Games des Verbandes Mensa International aufgenommen.
Uwe Petersen beschrieb das Spiel „schon rein optisch“ als Spielanreiz und habe man „erst angefangen, läßt es einen lange nicht los.“ Er und auch die spielbox-Redaktion bewerteten das Spiel mit acht von zehn möglichen Punkten.

## Belege
1. 1 2 3  Spieleanleitung Pyramis, Download bei spielanleitung.com; abgerufen am 24. Oktober 2019.
2. 1 2 3  Uwe Petersen: Pyramis. In: spielbox Heft 1, Februar/März 1992, S. 15–16.
3. ↑  Spielbeschreibung und Spielregeln für Pyramis, spieletest.at; abgerufen am 24. Oktober 2019.
4. ↑  Mensa Select: Winning Games; Datenbank mit allen Gewinnerspielen der Auszeichnung Mensa Select mit Auswahlmenü; abgerufen am 24. Oktober 2019.